# Oecobius gomerensis
Oecobius gomerensis är en spindelart som beskrevs av Jörg Wunderlich 1979. Oecobius gomerensis ingår i släktet Oecobius och familjen Oecobiidae.
Artens utbredningsområde är Kanarieöarna. Inga underarter finns listade i Catalogue of Life.